# Коефіцієнт спадковості

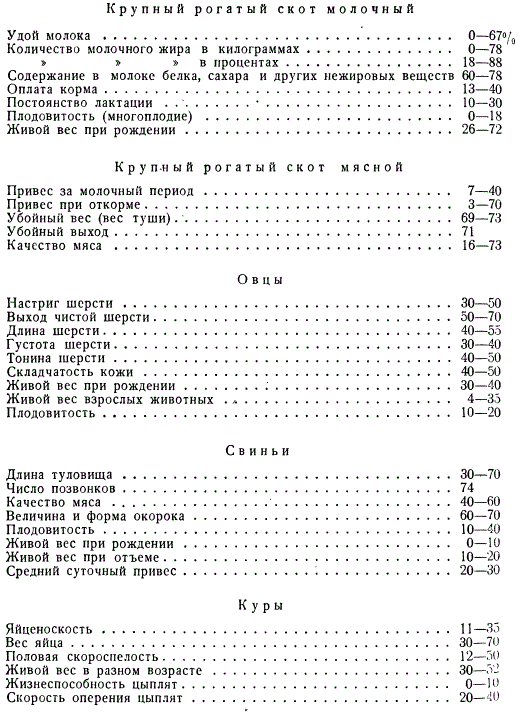
Величини коефіцієнта спадковості отримані різними авторами під час досліджень сільськогосподарської худоби

Коефіцієнт спадковості — це показник відносного числа випадків генетичної мінливості серед загальних фенотипових варіацій ознаки. В широкому сенсі — це співвідношення генотипової мінливості до фенотипової. Виражається у відсотках(від 0 до 100 %) або у долях одиниці(від 0 до 1).
Найбільш поширений спосіб визначення коефіцієнту спадковості:
{\displaystyle h^{2}=2r*F/P}
або
{\displaystyle h^{2}=2R*F/P}
де {\displaystyle h^{2}} — коефіцієнт спадковості;
{\displaystyle r} — коефіцієнт внутрішньокласової кореляції;
{\displaystyle F} — кількість нащадків;
{\displaystyle P} — кількість батьків.